# Охратоксин А
Охратоксин А — органическое соединение, производное кумарина, микотоксин из группы охратоксинов, продуцируемый микроскопическими плесневыми грибами рода Аспергилл (Aspergillus ochraceus, Aspergillus carbonarius и др.) и рода Пеницилл (Penicillium verrucosum и др.). Является контаминантом (пищевым загрязнителем), тем самым представляет серьёзную угрозу для здоровья и жизни человека. Чрезвычайно токсичен, нейротоксин, потенциальный канцероген для человека (группа 2B), мутаген, тератоген и к тому же обладает сильной нефро- и гепатотоксичностью, иммуносупрессор, вызывает иммунодефицитные состояния.

## Физико-химические свойства
Представляет собой бесцветное кристаллическое вещество плохо растворимое в воде, хорошо в бензоле, полярных органических растворителях — этаноле, хлороформе, ацетоне, в водном растворе гидрокарбоната натрия и водных растворах щелочей. Имеет высокую температуру плавления, и тем самым термоустойчив. В химически чистом виде чувствителен к действию света и окислителям (кислород, озон). Под действием УФ-излучения (λ=445 нм) наблюдается флуоресценция зелёного цвета.